# Likoma (otok)
Likoma je veći od dva otoka u jezeru Malavi u istočnoj Africi, manji je obližnji Chizumulu. Likoma i Chizumulu pripadaju Malaviju, a zajedno čine okrug Likoma. Iako se oba otoka nalaze samo nekoliko kilometara od Mozambika i u potpunosti su okružena mozambijskim teritorijalnim vodama, oba su eksklave Malavija.

## Geografija
Ukupna površina otoka je 18 km2, a nalazi se u sjeveroistočnom dijelu jezera Malavi, 7 km sjeverozapadno od Cobuea, Mozambik. Najbliži grad na malavskoj obali je Chintheche.

## Povijest
Godine 1880. misionari iz Sveučilišne misije u Srednjoj Africi, osnovane kao odgovor na molbu Davida Livingstonea, uspostavili su svoje sjedište na otoku Likoma. Zbog prisutnosti britanskih misionara, otok je dodijeljen Malaviju, a ne Mozambiku, kada su nakon Drugog svjetskog rata uspostavljene nacionalne granice u istočnoj Africi.

## Okoliš
Unatoč visokoj gustoći naseljenosti, prirodni okoliš otoka Likoma je uglavnom netaknut. Obala je raznolika, sa stjenovitim padinama, pješčanim uvalama i močvarama. 

### Flora i fauna
Unutrašnjost otoka uglavnom je prekrivena travnjacima, s velikim brojem stabala baobaba (vrste Adansonia digitata) i stabala manga.
Fauna se uglavnom sastoji od malih gmazova, vodozemaca, ptica i brojnih beskralježnjaka, uključujući škorpionske paukove. Na obali se povremeno vide krokodili. U vodama oko Likome, kao što je uobičajeno u jezeru Malavi, žive brojni ciklidi; neke vrste, poput Labidochromis caeruleus likomae, endemske su za područje Likome.

## Stanovništvo
Likoma je gusto naseljena, s oko 10 500 stanovnika raspršenih u dvanaest naselja, od kojih je glavno istoimeni grad Likoma; obližnji otok Chizumulu ima još 4 000 stanovnika. Najzastupljenije etničke skupine su Nyanja (60%) i Tonga (25%), a slijede ih manje skupine Tumbuka, Yao i Chewa . Njihova glavna gospodarska djelatnost je ribolov, iako je zastupljena i poljoprivreda (uglavnom riža i manioka). U gradu Mbambi održava se prometna tržnica. U gradu Likomi nalazi se anglikanska katedrala sv. Petra, jedna od najvećih crkava u Africi.
Zbog siromaštva i nedovoljnog broja bolnica, stanje javnog zdravstva na otoku je kritično, iako malarija (koja je raširena u Malaviju) nije zabilježena. U razdoblju 2005.-2006. Likoma je bila predmet znanstvene studije o epidemiologiji HIV- a i drugih spolno prenosivih bolesti. Unatoč minimalnom gospodarskom razvoju Likome, postoji nekoliko škola koje opslužuju sva naselja, pa je pismenost stoga raširena.

## Infrastruktura i prijevoz
Likoma nema asfaltiranih cesta, a ima i vrlo malo motornih vozila. Električna energija se osigurava generatorom i solarnom baterijom. To otoku omogućuje struju 24 sata dnevno, s izuzetkom 1-5 minuta oko 22 sata, dok se mijenja izvor napajanja. Na otoku postoji mala telefonska mreža, iako su sami telefoni prilično rijetki. Zračna luka Likoma je asfaltirana pista koja se nalazi na otoku i do nje se može doći avionom iz Lilongwea.
Glavno prijevozno sredstvo na otoku je parobrod MV Ilala koji plovi oko jezera Malavi, zaustavljajući se u svim glavnim naseljima na obali i otocima. Osim toga, MV Chambo jednom tjedno povezuje otok s gradom Nkhata Bay na zapadnoj strani jezera. Manji brodovi (uključujući dhow jedrenjake) prelaze tjesnac između Likome i Chizumulua, a također i između Likome i Cobuea u Mozambiku. I roba i ljudi se prevoze tim rutama.
Budući da je Likoma relevantno turističko odredište u Malaviju, postoji nekoliko hotela i hostela za backpackere, obično temeljenih na ekoturističkim principima. Vode oko Likome su cijenjene za ronjenje s maskom i disalicom.

## Vanjske poveznice
- Likoma Island at Malawi Tourism
- Likoma Island at Go2Africa  Arhivirana inačica izvorne stranice od 27. rujna 2007. (Wayback Machine)
- Travel diary of Chris Farrell
- Sunrise Inn, Likoma